# Nesaulax vittipennis
Nesaulax vittipennis är en insektsart som först beskrevs av Ernst Evald Bergroth 1894.  Nesaulax vittipennis ingår i släktet Nesaulax och familjen spottstritar.
Artens utbredningsområde är Madagaskar. Inga underarter finns listade i Catalogue of Life.